# St. Johannes Baptist (Escherndorf)

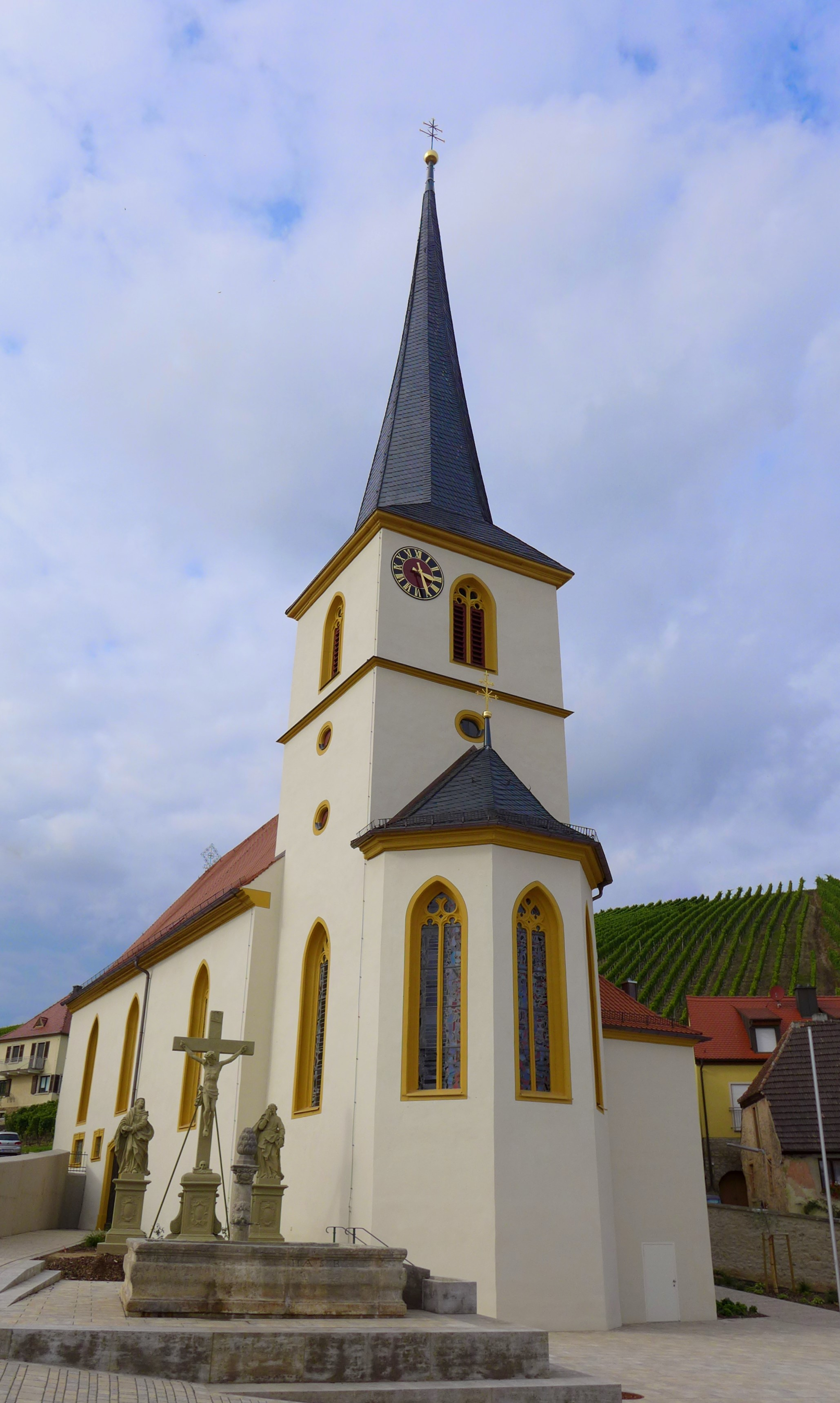
St. Johannes Baptista (Escherndorf), Kirchenäußeres mit Kreuzigungsgruppe

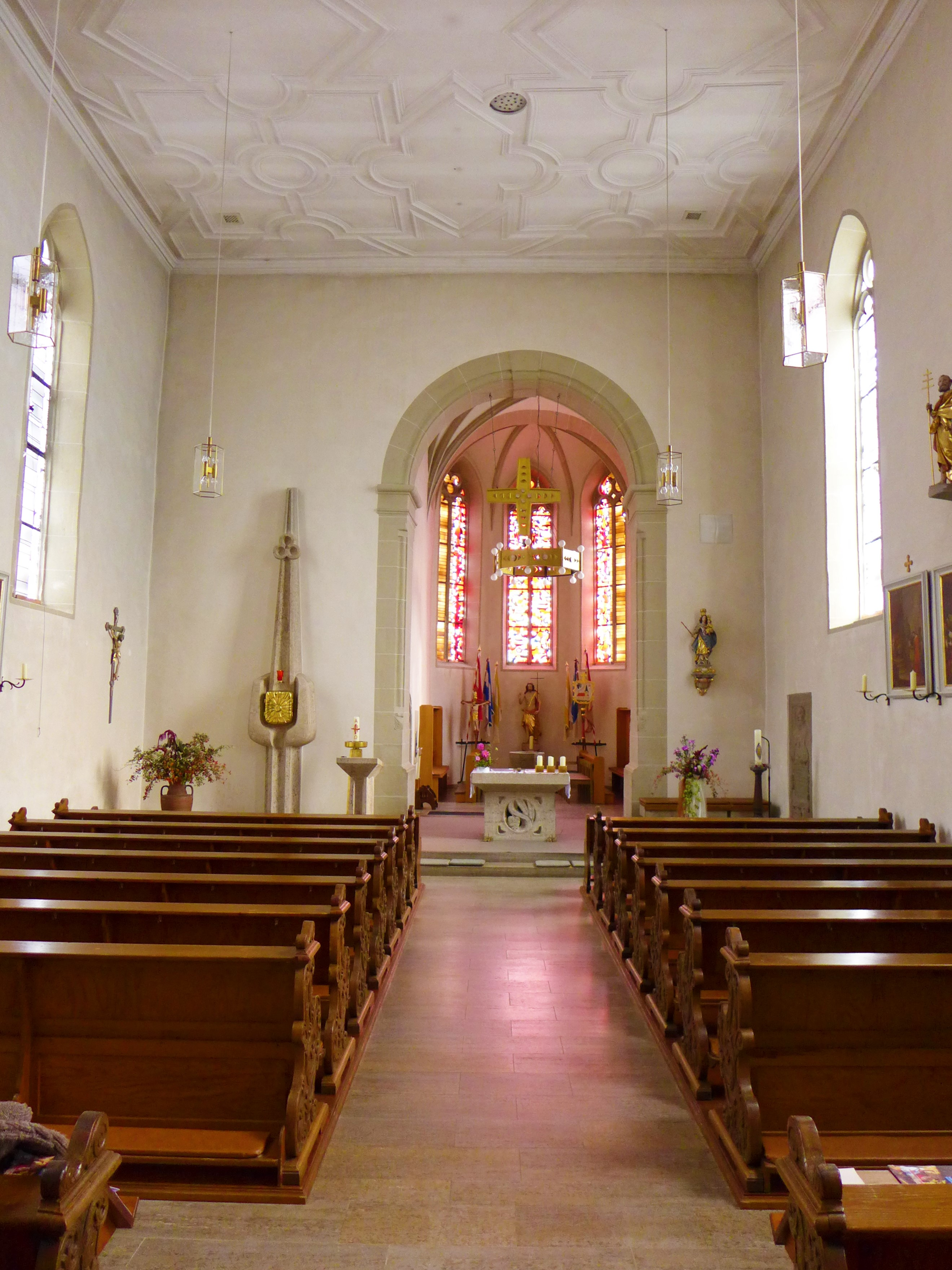
St. Johannes Baptista (Escherndorf), Inneres in Richtung der Apsis

Die St.-Johannes-Kirche in Escherndorf ist die katholische Pfarrkirche des Ortsteils von Volkach. Sie steht an der zentralen Kreuzung in der Mitte des Dorfes an der Bocksbeutelstraße.

## Geschichte
Die Bewohner des Dorfes neigten während der Reformation dem evangelischen Bekenntnis zu. Um dies rückgängig zu machen, erhob Fürstbischof Julius Echter von Mespelbrunn Escherndorf 1595 zur Pfarrei. Die Aufwertung verfehlte ihre Wirkung nicht, denn im Jahr 1600 begann man mit dem Bau einer neuen katholischen Kirche. Der Vorgängerbau, eine kleine Kapelle, wurde erweitert und war bereits vor 1620 als Pfarrkirche vollendet.
Im 18. Jahrhundert erfolgte eine Erneuerung der Innenausstattung. Im Jahr 1737 schuf der Hofbildhauer Jakob van der Auvera den Hochaltar, der im 19. Jahrhundert abgebrochen wurde. 1775 wurde das Langhaus erweitert. Im Jahr 1904 entstanden drei neugotische Altäre. Diese wurden während der umfassenden Neugestaltung in den Jahren 1972 und 1975 entfernt. Das Gebäude der Kirche ist vom Bayerischen Landesamt für Denkmalpflege mit der Nummer D-6-75-174-198 als Baudenkmal eingeordnet. Untertägige Reste werden als Bodendenkmal geführt. Die Kirche bildet den Mittelpunkt des Ensembles Ortskern Escherndorf.

## Architektur
Die Kirche präsentiert sich im Stile der Nachgotik. Elemente der Renaissance sind mit denen der Spätgotik gemischt. Der Turm, ein typischer der Julius-Echter-Zeit, trägt einen Spitzhelm. Drei Fensterreihen gliedern das Langhaus. Die Portale, von denen das nördliche das Wappen Julius Echters trägt, befinden sich zu beiden Seiten in der Mitte des Baus. Außen befindet sich am Westgiebel die Jahreszahl 1775. Eine doppelgeschossige Sakristei schließt sich an das Gebäude an.
Innen wird der Raum vor allem durch die Stuckgliederung aus dem 18. Jahrhundert geprägt. Sie ähnelt der des Bibliotheksbaus der Würzburger Festung. Der Chor öffnet sich hinter einem Triumphbogen aus Sandstein. Gleich dahinter befinden sich das ornamentierte Sakristeiportal und das Sakramentshaus mit Maßwerkblende. Ein sternförmiges Rippengewölbe schließt den Chor innen ab.

## Ausstattung

### Glocken
Das Geläut der Johanneskirche besteht aus insgesamt vier Glocken. Die älteste stammt aus dem 18. Jahrhundert, die anderen drei wurden in den 1950er Jahren gegossen. Wahrscheinlich mussten die ursprünglichen Glocken während des Zweiten Weltkrieges eingeschmolzen werden.
| Name                    | Grundton | Gussjahr | Durchmesser in Zentimeter | Gewicht in Kilogramm | Inschrift(en) |
| ----------------------- | -------- | -------- | ------------------------- | -------------------- | --- |
| Peter-und-Pauls Glocke  | e′       | 1950     | 120                       | 1250                 | „Hl. Petrus und Paulus bittet für uns“; „Mich goß Karl Czudnochowsky, I. Bachmair Nachfolger zu Erding Obb. 1950“                                                              |
| Johannes-Baptist-Glocke | g′       | 1751     | 115                       | 850                  | „1751 GOSS MICH JOHANN ADAM ROTH ZU WIRTZBURG“ |
| Marienglocke            | a′       | 1949     | 110                       | 510                  | „Sancta Maria, ora pro nobis“; „Zum Gedenken an unseren Sohn Bernhard † 7. 2. 1943. Familie Selsam“; „Mich goß Karl Czudnochowsky, I. Bachmair Nachfolger zu Erding Obb. 1949“ |
| Josefsglocke            | c″       | 1950     | 80                        | 250                  | „Mich goß Karl Czudnochowsky, I. Bachmair Nachfolger zu Erding Obb. 1950“ |

### Weitere Ausstattung

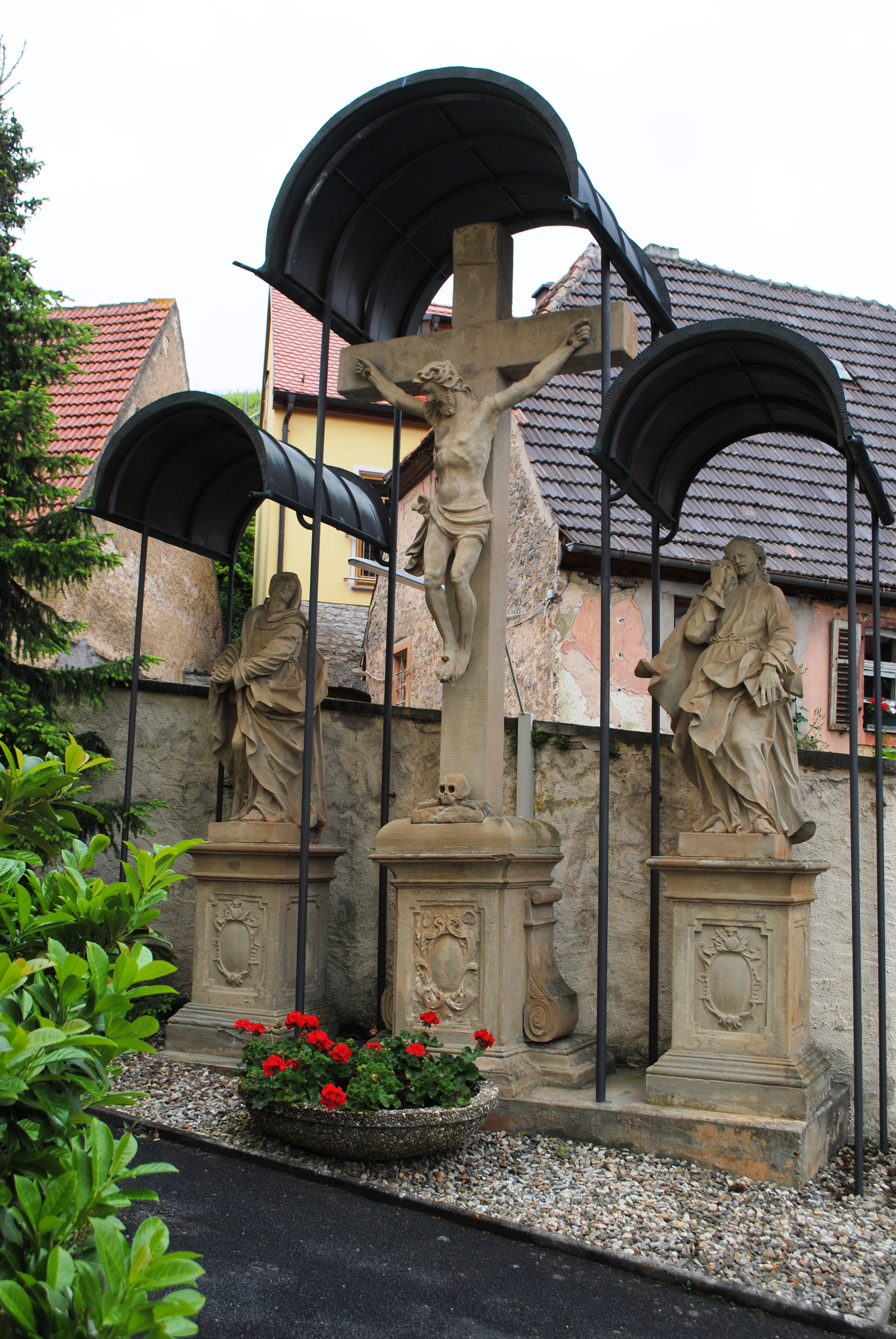
Die Kreuzigungsgruppe vor der Kirche in alter Aufstellung

Aus der Erbauungszeit der Kirche haben sich im Chor ein Prozessions-Kruzifix und der Taufstein erhalten. Er trägt ein Wappen des Fürstbischofs und die Jahreszahl 1609. Im Süden des Gotteshauses befindet sich der Grabstein des Escherndorfer Pfarrers Martin Kluber. Er präsentiert sich auf dem 1,90 m großen Stein als Segnender. Die Inschrift vor seinem Unterleib erklärt die Last, die Kluber als erster Pfarrer des Dorfes trug. Die Umschrift nennt Namen und Todestag.
Eine Holzfigur im Chor mit dem auferstandenen Christus entstand im späten 17. Jahrhundert. Neben dem nördlichen Portal befindet sich eine Figur des Heiligen Johannes Nepomuk aus dem 18. Jahrhundert. Ihm gegenüber stellen drei Plastiken die Apostel Petrus und Paulus dar. In der Mitte befindet sich der Namenspatron Johannes, alle entstanden im frühen 20. Jahrhundert. Die Figur der Maria mit Kind entstammt dem ausklingenden Rokoko.
Die Kirchenbänke stammen aus den Jahren 1746 und 1776. Die Orgel im Westen der Kirche kommt aus der Werkstatt Johann Michael Voits und kam 1776 nach Escherndorf. Aus dem späten 18. Jahrhundert stammen die vierzehn Ölgemälde des Kreuzwegs. Die weitere Ausstattung der Kirche ist neueren Datums und kam größtenteils von Karl Hornung. Die Chorfenster entwarf Willi Götz.

## Kreuzigungsgruppe
Eine Kreuzigungsgruppe nördlich der Kirche steht auf dem ursprünglichen Friedhofsgelände, das 1633 aufgelassen wurde. Die Figuren zeigen Maria und Johannes und gehen auf eine Stiftung von Johann Wilhelm Bischoff aus dem Jahr 1750 zurück. Als Erbauer der Gruppe kommt die Werkstatt des Würzburger Bildhauers Lucas van der Auvera, der auch die Wiesentheider Kreuzigungsgruppe schuf, in Betracht.